# 三峽善德橋
三峽善德橋是位於新北市三峽區的橋梁，橫跨了阿四坑溪，為周遭居民提供交通功能。2014年9月24日由新北市政府公告為歷史建築，範圍涵蓋新北市三峽區礁溪段31地號及毗鄰未登錄地號土地。

## 概述
三峽善德橋，於昭和7年由當地善心人士為了解決當時當地居民為了上山採茶需要橫跨湍急的阿四坑溪所捐助建造，同年在橋一旁立碑紀念。橋梁中添加有運煤列車軌道用於增加橋梁強度，長度約為8公尺，寬約1.5公尺，中間無橋墩，橫跨阿四坑溪。由於橋樑材料特殊且保存良好，一旁碑體文字清晰且保留有當時捐助地方人士資訊，見證當時地方發展歷史，故於2014年9月24日由新北市政府公告為歷史建築，詳細位置位於新北市三峽區介壽路1段276巷內，緊鄰三峽區第四公墓旁。

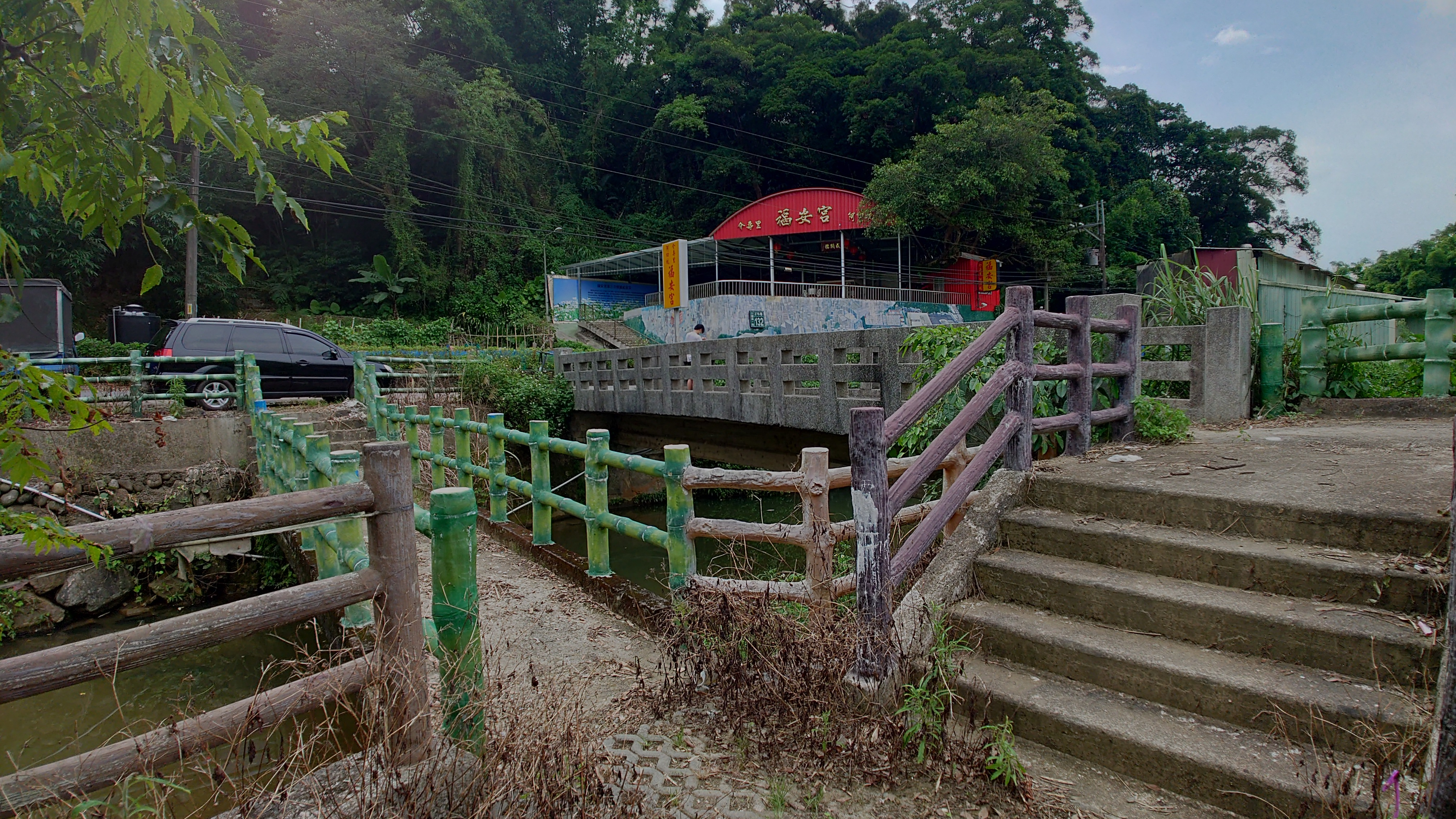
位於三峽區第四公墓旁的善德橋，一旁為民國七十一年(1982年)完工的流芳橋，連接新北市三峽區介壽路1段276巷與三峽區第四公墓，橫跨阿四坑溪。

## 註解
1. ↑  阿四坑溪，又名阿四溪、阿四坑溪排水；舊作阿勢坑溪、阿勢溪，匯入三峽河，現為公告區域排水